# Савурнон
Савурно́н (фр. Savournon, окс. Savornon) — коммуна во Франции, находится в регионе Прованс — Альпы — Лазурный Берег. Департамент коммуны — Верхние Альпы. Входит в состав кантона Сер. Округ коммуны — Гап.
Код INSEE коммуны — 05165.

## Население
Население коммуны на 2008 год составляло 249 человек.
| 1962 | 1968 | 1975 | 1982 | 1990 | 1999 | 2008 |
| ---- | ---- | ---- | ---- | ---- | ---- | ---- |
| 151  | 182  | 174  | 146  | 191  | 208  | 249  |

## Экономика
В 2007 году среди 142 человек в трудоспособном возрасте (15—64 лет) 107 были экономически активными, 35 — неактивными (показатель активности — 75,4 %, в 1999 году было 74,8 %). Из 107 активных работали 92 человека (55 мужчин и 37 женщин), безработных было 15 (2 мужчин и 13 женщин). Среди 35 неактивных 11 человек были учениками или студентами, 12 — пенсионерами, 12 были неактивными по другим причинам.